# 孙利民 (工程力学家)
孙利民，河南开封人，中国教育部郑州大学工程力学特色专业建设单位负责人，郑州商学院建筑工程学院院长，中国力学学会理事。获得多项中国国家专利，出版《工程力学》、《断裂力学》、《注塑模具CAD/CAE/CAM》等著作。

## 社会兼职
中国力学学会理事、中国力学学会教育工作委员会委员、中国力学学会北方七省市区学术委员会常务委员、教育部力学精品课程通讯评委、教育部研究生力学教学评估通讯评委、河南省力学学会副理事长兼秘书长、河南省钢结构学会常务理事。